# Aris Salónica Fútbol Club
El Aris Thessaloniki FC  (en griego: Π.Α.Ε. Άρης), más conocido como Aris de Tesalónica FC o Aris de Salónica FC, es la sección de fútbol del club polideportivo griego Aris de Tesalónica, de la ciudad de Tesalónica. Fue fundado en 1914 y juega en la Super Liga de Grecia. Los colores del equipo son amarillo y negro, que recuerdan a Bizancio. Durante su larga historia, Aris ha ganado 3 títulos de liga y 1 copa de Grecia, mientras que muchos entrenadores importantes y futbolistas griegos y extranjeros han jugado con el equipo. El club lleva el nombre de Ares, el dios de la guerra en la Antigua Grecia, cuya imagen es representada en el escudo del club. Aris es uno de los cinco clubes más grandes y más apoyados en Grecia.

## Historia

### La era de oro 1920–1950

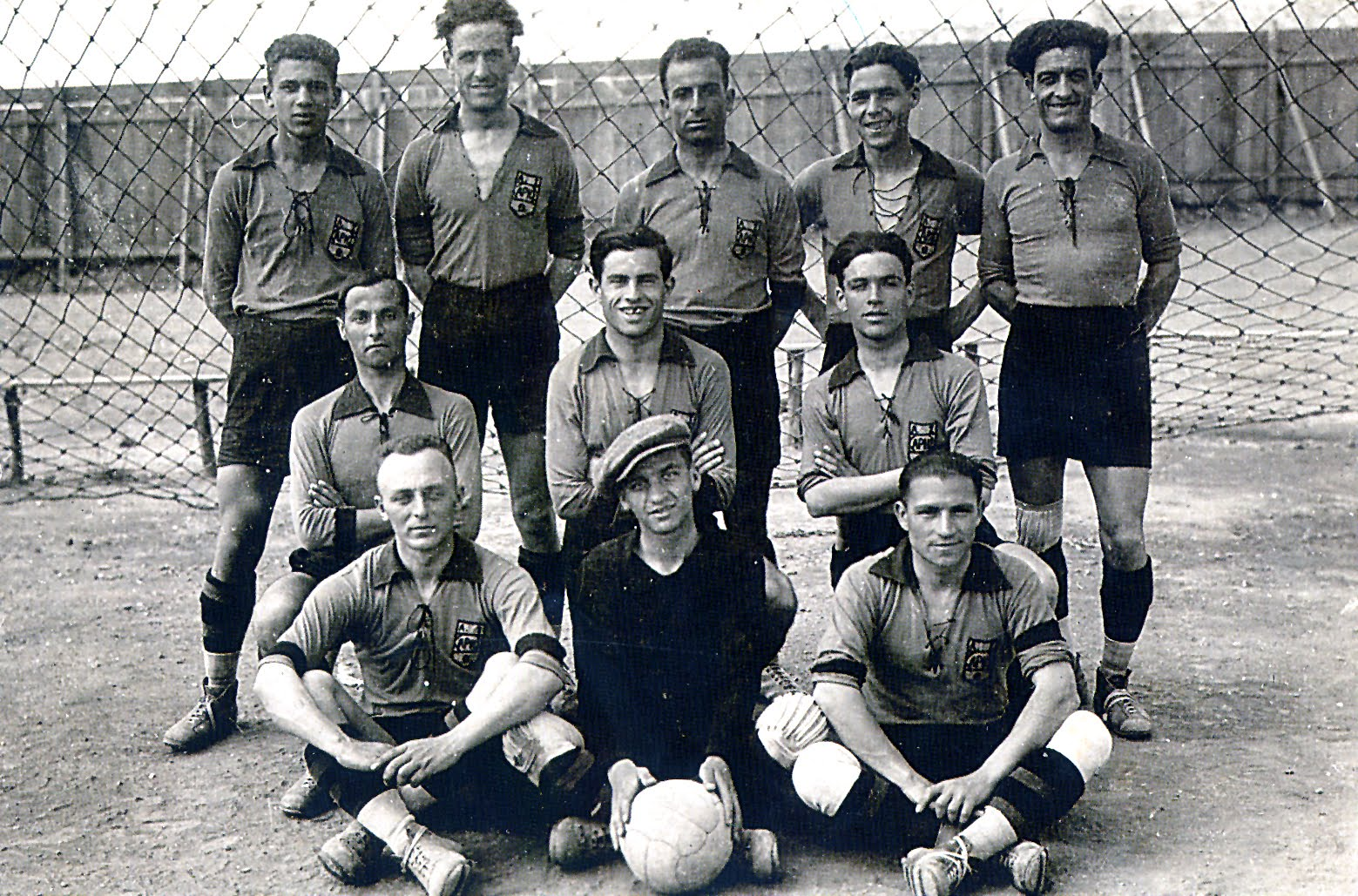
Equipo campeón de 1928.

El club fue creado por doce jóvenes amigos en una cafetería, en la zona de Votsi, el 25 de marzo de 1914, quienes le dieron el nombre del dios de la guerra, Ares. Su apodo se inspiró en las dos guerras de los Balcanes de 1912-1913, cuando Grecia lucharon contra el Imperio Otomano antes de involucrarse en una guerra contra Bulgaria. En la mitología griega, Ares fue una deidad que estaba en conflicto con Heracles (Hércules).  Años antes de había fundado el club que sería uno de sus vecinos y rivales, el GS Iraklis Thessaloniki (Ηρακλής 1908). Al principio el club se instaló cerca del Arco de Galerio y la Rotonda, pero después de la adhesión de dos clubes de fútbol menor de edad en 1919 y 1921 la base del club se trasladó cerca de la calle Flemming. El primer estadio se construyó en el lugar donde el Campo de Marte en la actualidad se encuentra en el Parque Stratou Avenue. Rápidamente, el club se volvió muy popular y pronto nuevos equipos aparte del fútbol fueron establecidos.

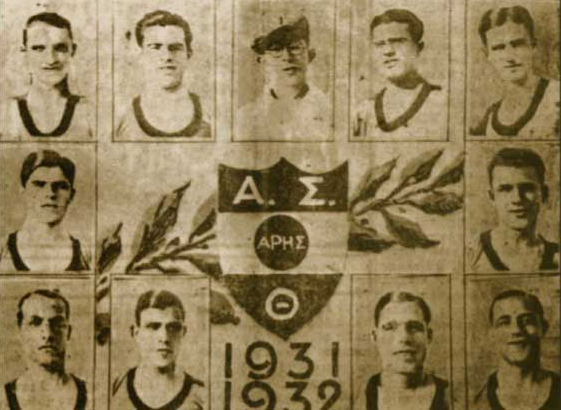
Viejo póster con el viejo escudo del club Aris de Tesalónica campeón en 1931–32.

Durante esta fase inicial del fútbol en Grecia no hay una liga profesional establecida. En cambio, hay tres ligas menores en Macedonia (EPSM), Atenas (EPSA) y El Pireo (PEPS).  Se creó, con los campeones de cada liga, un torneo de mini postemporada para reclamar el título de campeón nacional.  El primer partido oficial se celebró en 1923 contra otro club de Tesalónica, Megas Alexandros. Ese año ganó el primer título, cuando Aris fue nombrado campeón regional de Macedonia, algo que se repetiría al año siguiente. Hasta 1959, cuando los estados se unieron, se creó la Primera División, Aris logró terminar primero 14 veces en la liga de Macedonia.
Su primer título nacional llegó en 1928 cuando ganó dos veces campeón del Aris de Atenas de la liga, Atromitos, y el chapmpion Pireo, Ethnikos. El 24 de mayo de 1928 Aris venció 3-1 Atromitos FC de Atenas, perdiendo 2-3 a Ethnikos Piraeus F.C. tres días después, en junio el partido de vuelta se celebró en Tesalónica, Aris se ganó a sus adversarios por 3-1. Este campeonato también marcó la primera aparición de jugador más importante del club, Kleanthis Vikelides, mientras era gerente durante ese éxito nacional primero fue el austriaco Kessler.

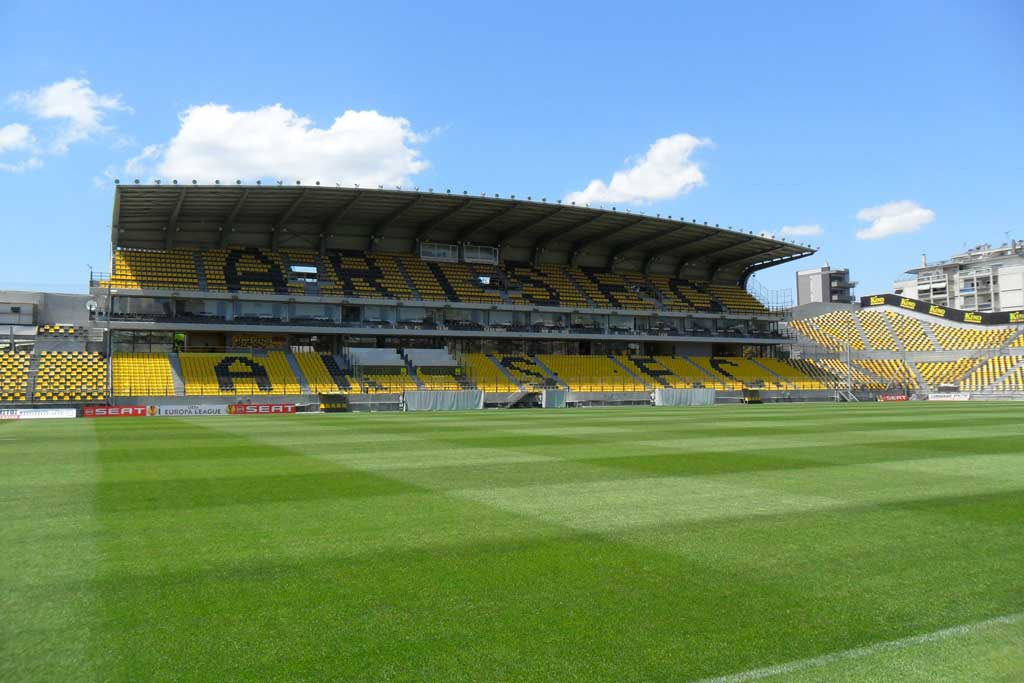
El Estadio Kleanthis Vikelides por dentro.

El segundo campeonato llegó cuatro años después, en 1932, solo que esta vez fueron sus oponentes Olympiacos FC, Panathinaikos FC, AEK Atenas F.C., Ethnikos, PAOK de Tesalónica FC y Iraklis FC. Aris logró reunir 22 puntos en este mini torneo, cuatro más que el segundo, el Panathinaikos, anotando triunfos grandes como el 7-0 contra el Panathinaikos, 7-3 y 3-0 contra el Iraklis frente al AEK de Atenas y Olympiakos, también surgieron nuevos jugadores estrellas, Kitsios, Aggelakis, Mpogdanos, Gigopoulos.
Aris ganó su tercer título en 1946, el único campeonato nacional durante la guerra civil griega, jugando contra dos equipos, el AEK Atenas F.C. y Olympiacos FC, los campeones de las otras dos ligas menores. Aris venció dos veces al Olympiakos; llegó a un empate con el AEK de Atenas y los derrotó en el estadio de PAOK de Tesalónica (puntuación 4-1). Aris no ha ganado un campeonato desde la creación de la Primera División (1959).

### Tiempos modernos 1950-1980

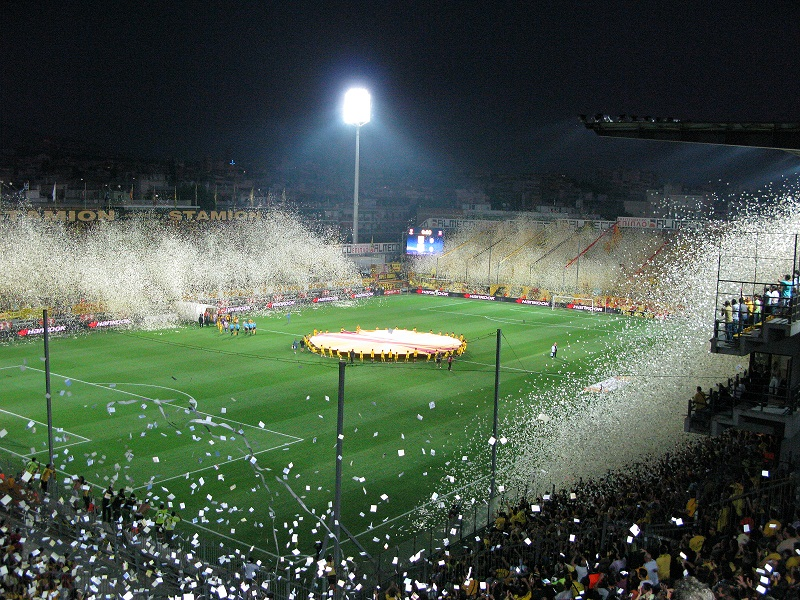
El Estadio Kleanthis Vikelides durante un partido de la UEFA Europa League.

Antes de la Segunda Guerra Mundial, el campo del Aris "fue ubicado en el centro de la ciudad, cerca del moderno recinto ferial de Tesalónica HELEXPO (Thessaloniki International Fair), pero fue derribado por el Estado en 1936 para que un parque, el tou Areos Pedion (Campo de Marte), pudiera ser construido. El club nunca se vio compensado, pero sus funcionarios lograron comprar un terreno durante 1951 en un suburbio moderno de la ciudad llamada Harilaou, donde el nuevo estadio fue construido poco a poco. También en 1959, el sistema tripartito de liga menor fue abandonado y un nuevo y unificado campeonato fue creado.
Los logros del club durante estos años fueron significativas. Fue uno de los primeros equipos en Grecia para calificar para torneos europeos. Bajo la dirección de Alexandros Alexiades, Giorgos Pantziaras y Loukanidis Takis. Aris ganó puestos en la Liga durante los años 60 y 70, con el ápice de la Copa de 1970 Título Helénica contra el fiero rival del club, el PAOK, en el Estadio Kaftatzoglio.
En la década de 1970, Aris fue reorganizada y un gran número de jugadores jóvenes de Tesalónica, incluidos Kouis, Foiros, Drambis, Zindros y Papafloratos Stelios llevó al club. Entre sus logros más importantes durante este período incluyó una exitosa campaña de 1980 cuando la UEFA Aris eliminó el Benfica y Perugia. Aris fue también el primer club griego que ganó en Italia. En casa, el equipo compartió el primer lugar con el Olympiakos en la final de la campaña de 1980, aunque perdió el título por 2-0 en un desempate contra el club del Pireo en Estadio Nacional de Volos.

### Sociedad
Desde mediados de la década de los 80, el Aris empezó a ir cuesta abajo, alcanzando raramente clasificación en liga europea o la posición de la liga griega, que en combinación con apreciables problemas financieros que dejó el club cerca de la bancarrota, llevó al descenso del club a la Segunda División en 1997 y 2005. En ambas ocasiones, aunque Aris tuvo facilidad para reanudar su lugar en la primera división. En los últimos años, especialmente después de la creación de un Club de Amigos, que controla la suerte del club, el Aris se ha calificado en varias ocasiones para la Copa de la UEFA, terminó cuarto en la Superliga en tres ocasiones, y ha alcanzado la final de la Copa de Grecia en cuatro ocasiones, perdiendo en 2003, 2005, 2008 y 2010. En 2008 y 2010 Aris hizo hasta la fase de la UEFA Europa League tras eliminar al Real Zaragoza y FK Austria Viena, respectivamente, durante las rondas de play-off de la Copa. Los acontecimientos recientes incluyen el interés de la directiva del club de construir un estadio nuevo y moderno en el este de la zona metropolitana de Tesalónica para reemplazar el obsoleto estadio Kleanthis Vikelides y la modernización y expansión de las instalaciones de entrenamiento del club en Neo Rysio, Tesalónica. Además, en un movimiento único de las normas griegas, la junta en cooperación con los empresarios locales decidieron en diciembre de 2009  establecer una emisora de radio, FM 92.8 Aris con el fin de promover la comunicación entre aficionados del Aris de todo el país.

### Descenso administrativo (2014-16)

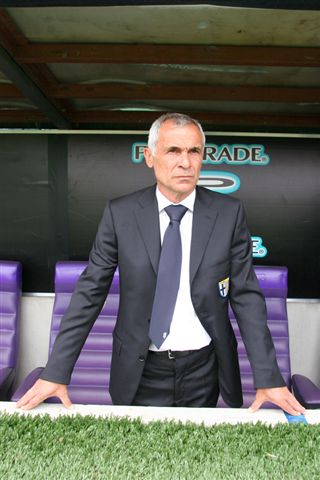
Héctor Cúper entrenador del club entre 2009 y 2011.

En 2014, debido a problemas financieros, descendió a la Gamma Ethniki, tercera división griega. Después de su descenso, el empresario estadounidense Alex Kalas se hizo cargo del departamento de fútbol en la primera temporada. El equipo no pudo obtener el ascenso a la Beta Ethniki. En el verano de 2015, se celebraron elecciones para jefe de departamento de fútbol práclamandose de nuevo Kalas ganador y prometiendo poner más dinero en el club. Kalas también hizo varios fichajes, la leyenda hondureña Carlos Costly, el internacional de Sierra Leona John Kamara, el español Guillermo Pérez Moreno, el futbolista portugués Fábio Rubén Moreira Tavares y los defensas Paschalis Melissas y Stavros Petavrakis, pero de nuevo no logró el ascenso por lo que Kalas fue despedido a pesar de estar en el cargo solo durante un mes. Durante este tiempo el Aris interpuso varios recursos ante la comisión de apelación y fue al Tribunal Administrativo en vano. Esta decisión causó la ira de los seguidores del equipo griego que los días 26 y 31 de agosto de 2015 un número aproximado de 10 000 protestaron fuertemente en contra de esta decisión en las calles de Tesalónica. Estas protestas provocaron enfrentamientos entre la policía y un gran número de hinchas fueron arrestados.

## Uniforme
Los colores del equipo son de color oro de la gloria, color dominante en la cultura de Macedonia, tales como una reminiscencia de la herencia bizantina de Tesalónica, y negro. También los colores alternativos utilizados incluyen uniformes rojos blancos o incluso oscuros.

### Historial
| Periodo   | Marca          | Patrocinador             |
| --------- | -------------- | ------------------------ |
| 1980–1989 | Adidas         | —                        |
| 1989–1990 | ASICS          | —                        |
| 1990–1991 | ASICS          | Coplam                   |
| 1991–1992 | Diadora        | Coplam                   |
| 1992–1993 | Diadora        | SPANOS                   |
| 1993–1994 | Diadora        | Bronx Shoes              |
| 1994–1995 | Diadora        | Ioniki Zois              |
| 1995–1996 | Kappa          | Propo                    |
| 1996–1997 | Umbro          | —                        |
| 1997–1998 | Puma           | Puma                     |
| 1998–1999 | Puma           | Megacard                 |
| 1999–2002 | Puma           | Interamerican            |
| 2002–2003 | Adidas         | MORITZ                   |
| 2003–2004 | Le Coq Sportif | DEPA                     |
| 2004–2005 | Adidas         | Enimex                   |
| 2005–2006 | Adidas         | OPAP                     |
| 2006–2007 | Adidas         | Lampsi                   |
| 2007–2008 | Adidas         | EKO                      |
| 2008–2010 | Reebok         | EKO                      |
| 2010–2011 | Under Armour   | good.gr                  |
| 2011–2014 | Under Armour   | KINO                     |
| 2014–2015 | Stabomania     | Swedish Systems Security |
| 2015–2021 | Nike           | Stoiximan.gr             |
| 2021-2023 | Adidas         | NetBet                   |
| 2023–     | Kappa          | novibet                  |

### Evolución del uniforme

#### Local
| 1917–23 | 1927–28 | 1928–29 | 1937–38 | 1956–57 | 1982–83 | 2003–04 | 2004–05 A | 2004–05 B | 2005–06 |
| 2006–07 | 2007–08 | 2008–09 | 2009–10 | 2010–11 | 2011–12 | 2012–13 | 2013–14   | 2014–15   | 2015–17 |
| 2017–18 | 2018–19 | 2019–20 | 2020–21 | 2021-22 | 2022-23 | 2023-24 |           |           |         |

#### Visitante
| 1927–28 | 1982–83 | 2005–06 | 2006–08 | 2010–11 | 2011-12 | 2012-13 | 2013-14 | 2014-15 | 2015–17 |
| 2017–18 | 2018–19 | 2019–20 | 2020–21 | 2021-22 | 2022–23 | 2023–24 | 2023–24 |         |         |

## Gerencia
- Presidente:  Panagiotis Stefanidis
- Vice-Presidente:  Giannis Psifidis
- Miembros:  Vasilis Fourligkas,  Giannis Kouzounias,  Ilias Kousounadis
- Representante:  Christos Grolios
- Fuente:[16]

## Sociedad de Miembros del Aris
El grupo propietario del Club.
- Presidente:  Theodoros Karipidis
- Vice Presidente:  Simos Orfanidis
- Secretario General:  Anastasios Tabakoulis
- Jefe de Relaciones Públicas  Panagiotis Alexandridis
- Miembros:  Christos Karaiskakis,  Theodoros A. Karipidis
- Fuente:[17]

## Palmarés

### Torneos nacionales
- Superliga Griega (3): 1928, 1931, 1946.
- Segunda Superliga : (1): 1998.
- Beta Ethniki (1): 2016.
- Copa de Grecia (1): 1969-1970.
- Copa Greco-Chipriota (1): 1971.

### Torneos Regionales
- EPSM Championship (liga local hasta 1959)
  - Campeón (13): 1922–23, 1923–24, 1925–26, 1927–28, 1928–29, 1929–30, 1930–31, 1933–34, 1937–38, 1945–46, 1948–49, 1952–53, 1958–59

## Participación en competiciones de la UEFA
El Aris tiene el curioso récord de 26 juegos invicto de local por competiciones europeas en 42 años de historia.
| Temporada | Torneo                  | Club                  | Local | Visita | Global      |
| --------- | ----------------------- | --------------------- | ----- | ------ | ----------- |
| 1964-65   | Copa de Ferias          | Roma                  | 0–0   | 0–3    | 0–3         |
| 1965-66   | Copa de Ferias          | Colonia               | 2–1   | 0–2    | 2–3         |
| 1966-67   | Copa de Ferias          | Juventus FC           | 0–2   | 0–5    | 0–7         |
| 1968      | Copa de Ferias          | Hibernians F.C.       | 1–0   | 6–0    | 7–0         |
| 1968      | Copa de Ferias          | Ujpest FC             | 1–2   | 1–9    | 2–11        |
| 1969-70   | Copa de Ferias          | Cagliari Calcio       | 1–1   | 0–3    | 1–4         |
| 1970-71   | Recopa de Europa        | Chelsea               | 1–1   | 1–5    | 2–6         |
| 1974-75   | Copa UEFA               | Rapid Viena           | 1–0   | 1–3    | 2–3         |
| 1979-80   | Copa UEFA               | Benfica               | 3–1   | 1–2    | 4–3         |
| 1979-80   | Copa UEFA               | Perugia               | 1–1   | 3–0    | 4–1         |
| 1979-80   | Copa UEFA               | AS Saint-Etienne      | 3–3   | 1–4    | 4–7         |
| 1980-81   | Copa UEFA               | Ipswich Town          | 3–1   | 1–5    | 4–6         |
| 1981-82   | Copa UEFA               | Sliema                | 4–0   | 4–2    | 8–2         |
| 1981-82   | Copa UEFA               | Lokeren               | 1–1   | 0–4    | 1–5         |
| 1994-95   | Copa UEFA               | Hapoel Be'er Sheva    | 3–1   | 2–1    | 5–2         |
| 1994-95   | Copa UEFA               | Katowice              | 1–0   | 0–1    | 1–1         |
| 1999-00   | Copa UEFA               | Servette              | 1–1   | 2–1    | 3–2         |
| 1999-00   | Copa UEFA               | Celta                 | 2–2   | 0–2    | 2–4         |
| 2003-04   | Copa UEFA               | Zimbru                | 2–1   | 1–1    | 3–2         |
| 2003-04   | Copa UEFA               | Perugia               | 1–1   | 0–2    | 1–3         |
| 2005-06   | Copa UEFA               | Roma                  | 0–0   | 1–5    | 1–5         |
| 2007-08   | Copa UEFA               | Zaragoza              | 1–0   | 1–2    | 2–2         |
| 2007-08   | Copa UEFA               | Red Star              | 3–0   | x      | 3–0         |
| 2007-08   | Copa UEFA               | Bolton                | x     | 1–1    | 1–1         |
| 2007-08   | Copa UEFA               | Braga                 | 1–1   | x      | 1–1         |
| 2007-08   | Copa UEFA               | Bayern Múnich         | x     | 0–6    | 0–6         |
| 2008-09   | Copa UEFA               | Slaven Belupo         | 1–0   | 0–2    | 1–2         |
| 2010-11   | Liga Europa             | Jagiellonia Bialystok | 2–2   | 2–1    | 4–3         |
| 2010-11   | Liga Europa             | Austria Wien          | 1–0   | 1–1    | 2–1         |
| 2010-11   | Liga Europa             | Atlético Madrid       | 1–0   | 3–2    | 4–2         |
| 2010-11   | Liga Europa             | Bayer Leverkusen      | 0–0   | 0–1    | 0–1         |
| 2010-11   | Liga Europa             | Rosenborg             | 2–0   | 1–2    | 3–2         |
| 2010-11   | Liga Europa             | Manchester City       | 0–0   | 0–3    | 0–3         |
| 2019-20   | Liga Europa             | AEL Limassol          | 0–0   | 1–0    | 1–0         |
| 2019-20   | Liga Europa             | Molde                 | 3–1   | 0–3    | 3–4 (t.s.)  |
| 2020-21   | Liga Europa             | Kolos Kovalivka       | 1–2   | –      | 1–2         |
| 2021-22   | Liga Europa Conferencia | Astaná                | 2–1   | 0–2    | 2–3 (t. s.) |
| 2022-23   | Liga Europa Conferencia | Gomel                 | 5-1   | 2-1    | 7-2         |
| 2022-23   | Liga Europa Conferencia | Maccabi Tel Aviv      | 2-1   | 0-2    | 2-2         |
| 2023-24   | Liga Europa Conferencia | Ararat-Armenia        | 1-0   | 1-1    | 2-1         |
| 2023-24   | Liga Europa Conferencia | FC Dinamo Kiev        | 1-0   | 1-2    | 2-2 (5-6 p) |
| 2025-26   | UEFA Conference League  | Araz                  | 2-2   | 1-2    | 2-3         |

### Récord Europeo
| Torneo                        | Apariciones | J  | G  | E  | P  | GF  | GC  | GD  |
| ----------------------------- | ----------- | -- | -- | -- | -- | --- | --- | --- |
| UEFA Europa League            | 13          | 53 | 21 | 15 | 17 | 69  | 76  | –7  |
| UEFA Europa Conference League | 4           | 12 | 6  | 2  | 4  | 17  | 14  | +3  |
| UEFA Cup Winners' Cup         | 1           | 2  | 0  | 1  | 1  | 2   | 6   | –4  |
| Inter-Cities Fairs Cup        | 5           | 12 | 3  | 2  | 7  | 12  | 28  | –16 |
| Total                         | 23          | 79 | 30 | 20 | 29 | 100 | 124 | -24 |